# Шалез
Шалез (фр. Chalèze) насеље је и општина у источној Француској у региону Франш-Конте, у департману Ду која припада префектури Безансон.
По подацима из 2011. године у општини је живело 351 становника, а густина насељености је износила 61,8 становника/km². Општина се простире на површини од 5,68 km². Налази се на средњој надморској висини од 250 метара (максималној 552 m, а минималној 240 m).

## Демографија
| 1962. | 1968. | 1975. | 1982. | 1990. | 1999. | 2011. |
| ----- | ----- | ----- | ----- | ----- | ----- | ----- |
| 192   | 237   | 323   | 383   | 379   | 367   | 351   |

График промене броја становника у току последњих година